# Sân bay quốc tế Norman Manley
Sân bay quốc tế Norman Manley (IATA: KIN, ICAO: MKJP), tên cũ Sân bay Palisadoes, là một sân bay phục vụ thủ đô Kingston của Jamaica. Cùng với Sân bay quốc tế Sangster, đây là một trung tâm hoạt động của hãng hàng không Air Jamaica. Sân bay này được đặt tên theo Norman Washington Manley. Mỗi tuần có 130 chuyến bay quốc tế đi từ sân bay này.
Sân bay này hiện đang được nâng cấp với tổng mức đầu tư 161,5 triệu USD. Giai đoạn cuối cùng dự kiến bắt đầu vào năm 2013 và kết thúc vào năm 2022 với dự toán 9 triệu USD.

## Các hãng hàng không và tuyến bay
- Air Canada  (Toronto-Pearson)
- Air Jamaica  (Baltimore, Fort Lauderdale, La Habana, Montego Bay, Nassau, New York-JFK, Toronto-Pearson)
- Air Sunshine  (Guantanamo Bay)
- Air Turks and Caicos (Providenciales)
- American Airlines  (Fort Lauderdale [ngừng từ ngày 1 tháng 11], Miami)
- British Airways  (London-Gatwick)
- Caribbean Airlines  (Antigua, Barbados, Port of Spain, St. Maarten)
- Cayman Airways  (Grand Cayman)
- Copa Airlines  (Panama City)
- Cubana de Aviación  (La Habana)
- Delta Air Lines  (Atlanta) [bắt đầu lại từ ngày 22 tháng 5]
- Skyservice (Toronto-Pearson) [theo mùa; tiếp tục từ ngày 2 tháng 7]
- Spirit Airlines (Fort Lauderdale)
- Virgin Atlantic (London-Gatwick)

## Hãng vận chuyển hàng hóa
- ABX Air (Miami) [cho Air Jamaica Cargo]
- Amerijet (Miami, Santiago (DR))
- Copa Airlines (Panama)
- DHL
- FedEx Express
- IBC
- TNT
- UPS Airlines